# Венская кухня
Венцы — это единственные европейцы, которым французские кондитеры склонны прощать критические замечания в адрес их творений, потому что в Вене понимают, что такое вкусный торт или вкусное пирожное.
Венская кухня (нем. Wiener Küche) — городская кухня Вены. Часто венская кухня приравнивается к австрийской кухне, но в то время как элементы венской кухни получили распространение по всей стране, некоторые регионы сохранили собственные уникальные рецепты. Уникальность венской кухни обеспечивают прежде всего кофейная культура, великолепные мельшпайзе во главе с тортом «Захер», блюда из говядины и хойригер. Стефан Цвейг во «Вчерашнем мире» вспоминал Вену как город наслаждений, который будучи гурманом в кулинарии, заботился «о хорошем вине, терпком, свежем пиве, пышных мучных изделиях и тортах».

## История
Традиции венской кухни развились из нескольких источников. С начала XVII века сильно влияние итальянской кухни (так, знаменитый шницель имеет, вероятно, миланское происхождение), а в XVIII веке вместе с французским этикетом и языком пришла мода на французскую кухню. Сам термин «венская кухня» (нем. Wiener Küche) впервые появился в немецких поваренных книгах примерно в конце XVIII века. Со второй половины XIX века поваренные книги стали включать в себя элементы венгерской, чешской, польской, итальянской, еврейской и южнославянской кухонь.

## Типичные блюда и продукты
- Супы на говяжьем бульоне с добавлением различных ингредиентов: фриттатен (нарезанных тонкими полосками блинов) — фриттатензуппе[4] или фледлезуппе, бакербзе (небольших фритированных кусочков теста) — бакербзензуппе, кнёдлей из печени, манных клёцек, суп из рыбьих потрохов.
- Тафельшпиц (отваренный с приправами говяжий огузок) с яблочным хреном
- Венский шницель с картофельным салатом
- Гуляш
- Бойшель (рагу из телячьих лёгких и иногда других потрохов)
- Бакхендль (курица по-венски в панировке)
- Цвибельростбратен — ростбиф с луком
- Ваниллеростбратен — вопреки названию ростбиф с чесноком, а не ванилью
- Жареный картофель
- Разновидности ростбифа (с луковым соусом, чесноком, беконом и шампиньонами)
- Свиное жаркое с кнедлями и квашеной капустой
- Венские сосиски
- Айернокерль — клёцки, разогретые с яйцом
- Венский хлеб
- Кайзершмаррн
- Сливовое повидло
- Гермкнёдль — пышная сладкая булочка с начинкой из повидла, с маком и ванильным соусом
- Яблочный штрудель
- Тонкие блинчики
- Торт «Захер»
- Различные приправы из хрена (с яблоками, измельчёнными и размоченными булками и т. д.), например, яблочный хрен